# Myōkoku-ji
Myokoku-ji és un temple budista a Sakai, prefectura d'Osaka, Japó i un dels temples principals de la Secta de Nichiren. Es coneix com la ubicació de l'incident Sakai de 1868.

## Història
El temple Myokokuji (109 per 182 m) va ser fundat per Nichiko Shonin l'any 1592 i ha estat reconstruït diverses vegades des de llavors. Quan el castell d'Osaka va ser cremat el 1615 durant la guerra d'estiu d'Osaka, les forces del clan Toyotomi també van cremar el temple Myokokuji perquè havien sentit que el seu enemic, Tokugawa Ieyasu, s'hi amagava dins. Els edificis de Myokokuji van ser reconstruïts el 1628, però van ser novament destruïts durant la Segona Guerra Mundial el juliol de 1945. A la tardor de 1973 es van tornar a construir els edificis actuals per tercera vegada.

### Arbre Sagrat: El gran cícades
L'arbre de cícades en el temple té més de 1100 anys i és ben conegut per la seva misteriosa història. Oda Nobunaga, un important daimyō durant l'era de Sengoku que va tractar d'unificar el Japó el 1580, va trasplantar aquest cícades al castell d'Azuchi on ara hi ha la prefectura de Shiga. Tanmateix, cada nit s'escoltava una veu estranya en el Castell Azuchi dient "Porta'm a Myokokuji", i una atmosfera antinatural va cobrir el castell i va pertorbar a la gent. Això va enfurir a Nobunaga i va deixar que els seus homes tallessin l'arbre. Es diu que l'arbre es va dessagnar dels cops, es va desmaiar del dolor i s'assemblava tant a una gran serp que fins i tot el valent Nobunaga es va espantar i va enviar l'arbre a Myokokuji. En rebre el cícades moribund Nichiko Shonin va sentir llàstima per l'arbre i va recitar 1000 Hokkekyo (sutras) per ell. Un déu amb la cara d'un home i el cos d'una serp va aparèixer en el seu somni dient "Gràcies per les vostres oracions. A canvi, faré tres juraments. Primer, alleujaré el dolor del part. Segon, els alliberaré de la tragèdia de les dificultats. Tercer, donaré felicitat als pobres". Shonin va nomenar a aquest déu guardià del temple Ugatoku-ryujin i va construir un hall en la ubicació. El 13 de desembre de 1923 l'arbre es va convertir en un monument natural nacional.

### Incident Sakai

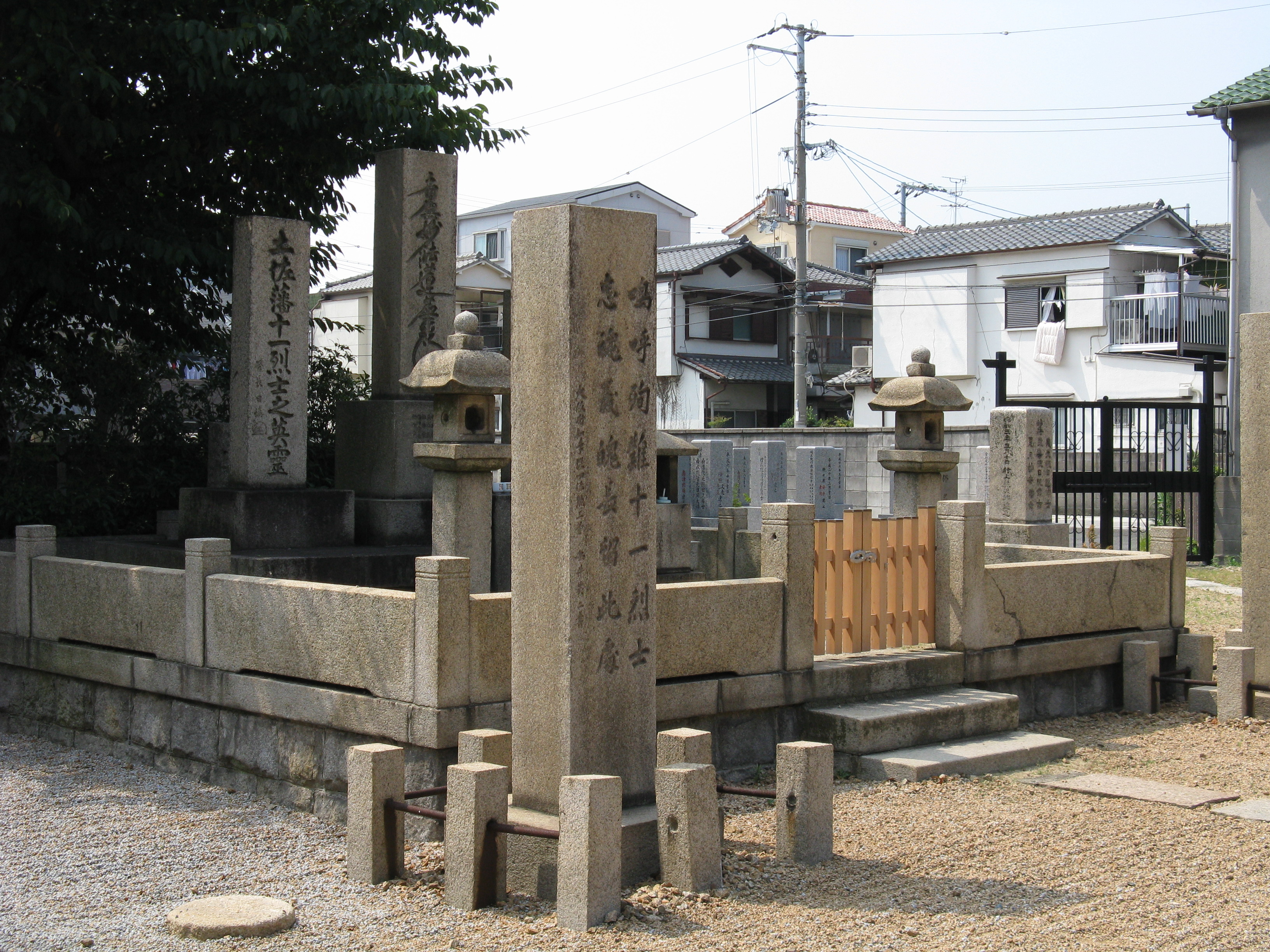
El monument per pregar per onze persones

El 15 de febrer de 1868 gairebé 100 mariners d'un vaixell de guerra francès van desembarcar en el port de Sakai. Van anar-hi per visitar i delectar-se amb els temples i santuaris; les dones i nens estaven espantats i sorpresos pels estrangers. Els guardians del temple de Myōkoku del clan Tusi van buscar als mariners francesos, però no van poder resoldre el problema a causa de la confusió massiva i a la incapacitat d'entendre l'idioma de l'altre. Quan els mariners francesos van prendre una bandera del clan Tusi, el samurai va obrir foc, matant-ne a tretze. Els francesos van tornar a disparar i es van retirar al seu vaixell i aquest incident es va convertir en un problema internacional. França va pressionar al Japó perquè pagués una indemnització i el Japó es va veure obligat a pagar una gran quantitat de diners i es va ordenar als 20 samurais involucrats en l'incident que cometessin harakiri. El 23 de febrer davant del temple de Myōkoku amb testimonis de tots dos països presents els samurais van començar a tallar els seus estómacs oberts. El sol ja havia posat quan onze samurais havien comès harakiri. Els testimonis francesos van sortir precipitadament del temple i els nou samurais restants van detenir l'harakiri i després van ser exiliats de retorn a Tosa (Prefectura de Kochi) pel govern. Com molts altres samurais, aquests Tusi van morir al servei del seu país. Tanmateix, com el temple de Myōkoku és un temple de l'Orde Imperial, l'enterrament dels samurais no va ser permès en els terrenys del temple de Myōkoku. Les seves restes es guarden en el temple d'Hojuin.